# Rari nantes
 Rari nantes лат. (изговор:рари нантес).Ријетки пливачи .(Вергилије) 

## Поријекло изреке
Изрекао Публије Вергилије Марон велики римски пјесник у првом вијеку п. н. е . 

## Значење
Ријетки су и малобројни који у силинама (мора) опстају. лат. Rari nantes је дио завршетка једног Вергилијевог стиха из Енеиде који каже да су: лат. Rari nantes in gurgite vasto (изговор:рари нантес ин гургите васто) ријетки пливачи (бродоломници) по безданом морском пространству. Шире значењеː Ријетки опстајуǃ